# John Forbes Nash jr.
John Forbes Nash jr. (Bluefield, 13 juni 1928 – Monroe Township, 23 mei 2015) was een Amerikaans wiskundige, die in zijn beste tijd geniaal genoemd werd. Hij kreeg vooral bekendheid door zijn werk op het gebied van de speltheorie, die voornamelijk haar toepassing kent in de economie. Nash ontving hiervoor samen met twee andere speltheoretici, Reinhard Selten en John Harsanyi, de Prijs van de Zweedse Rijksbank voor economie (de Nobelprijs voor de Economie) in 1994. Tevens is hij een van de bedenkers van het spel hex. 
Na een veelbelovend begin van zijn wiskundige carrière openbaarde zich bij Nash rond zijn 30e jaar paranoïde schizofrenie, een geestesziekte waarvan hij pas ongeveer 35 jaar later redelijk leek te zijn hersteld.

## Leven

### Jeugd
Nash werd geboren als zoon van John Nash sr. en Virginia Martin. Zij hadden ook nog een dochter, Martha. Nash' vader was elektrotechnicus, zijn moeder taallerares. Als jonge jongen spendeerde hij veel tijd aan lezen en aan experimenteren op zijn eigen kamer, die hij had omgetoverd tot laboratorium.

### Studies
Van juni 1945 tot juni 1948 studeerde Nash aan het Carnegie Institute of Technology in Pittsburgh, met het doel net als zijn vader elektrotechnicus te worden. In plaats daarvan ontwikkelde hij een grote liefde voor de wiskunde en een levenslange interesse in onderwerpen als de getaltheorie, diofantische vergelijkingen, kwantummechanica en de relativiteitstheorie. 
Hij hield ervan problemen op te lossen. Aan Carnegie raakte hij geïnteresseerd in het onderhandelingsprobleem (negotiation problem), dat John von Neumann en Oskar Morgenstern onbeantwoord hadden gelaten in hun boek Theory of Games and Economic Behavior (De speltheorie en economisch gedrag) (1944). Hij nam er ook deel aan de discussiegroep voor speltheorie.
Na Carnegie ging Nash naar de Universiteit van Princeton, waar hij aan zijn evenwichtstheorie (equilibrium theory) werkte. In 1950 ontving hij zijn Ph.D. (doctoraat) voor zijn dissertatie Non-cooperative games (Niet-coöperatieve spellen). Daarin bewees Nash dat in elk non-coöperatief spel met gemengde strategieën een evenwicht bestaat - het Nash-evenwicht. Deze dissertatie zou hem 44 jaar later de Nobelprijs bezorgen.
Van 1951 tot 1952 was Nash wetenschappelijk assistent aan het MIT (Massachusetts Institute of Technology) in Cambridge, Massachusetts.

### Huwelijk, relaties en kinderen
Aan MIT ontmoette hij de wiskundestudente Alicia Larde, met wie hij in februari 1957 trouwde. Samen hadden zij een zoon, John Charles. Nash had ook een zoon (John David) uit een eerdere relatie met Eleanor Stier.

### Hex
Nash zou in 1947 of 1948 het bordspel Hex hebben uitgevonden, onafhankelijk van de Deense wetenschapper Piet Hein die het spel al in 1942 uitgevonden had. Zijn versie kreeg de naam Nash.

### Schizofrene periode
In februari 1958 openbaarden zich bij Nash de eerste verschijnselen van zijn psychische ziekte. Hij werd paranoïde en werd opgenomen in het McLean Hospital, waar hij gedurende de maanden april en mei verbleef. De diagnose luidde paranoïde schizofrenie.
Na een problematisch verblijf in Parijs en Genève keerde Nash in 1960 op Princeton terug. Daar zou hij, onderbroken door opnames in psychiatrische klinieken, tot 1970 blijven. Al die tijd was hij niet in staat om te werken, serieus te studeren, of werk van enig wetenschappelijk belang te produceren. Illustratief is de 30 jaar durende publicatiestilte tussen 1966 en 1996. In 1978 werd hem de John von Neumann Theory Prize toegekend voor zijn uitvinding van het niet-coöperatieve evenwicht, wat nu het Nash-evenwicht (Nash equilibrium) genoemd wordt.
Nash' conditie verbeterde heel langzaam. Zijn belangstelling voor wiskundige problemen kwam geleidelijk terug en daarmee ook zijn logisch denkvermogen. Hij ontwikkelde tevens een nieuwe interesse: het programmeren van computers. In de jaren negentig keerde Nash' oude genialiteit terug, hoewel hij ouder was geworden en bleef kampen met een enigszins kwetsbare geest.

### Nobelprijs en Abelprijs
In 1994 ontving Nash de Nobelprijs voor Economie, voor zijn werk aan de speltheorie toen hij nog studeerde op Princeton. Sindsdien vulde Nash zijn tijd met lesgeven, het houden van lezingen en studeren. Nog altijd hoopte hij goede wetenschappelijke resultaten te boeken. In 2015 ontving hij samen met Louis Nirenberg de Abelprijs, de wiskundige tegenhanger van de Nobelprijzen, voor zijn werk aan niet-lineaire partiële differentiaalvergelijkingen en toepassingen daarvan in complexe analyse en meetkunde. Nash was de eerste persoon aan wie zowel een Nobelprijs als de Abelprijs is toegekend.

### Eredoctoraten
In april 2007 ontving Nash een eredoctoraat van de Universiteit Antwerpen.

## Werk
In de zomer van 1950 werkte Nash bij de RAND Corporation in Santa Monica, Californië, waar hij voor korte perioden terugkeerde in 1952 en 1954. Van 1950-1951 doceerde hij calculus op Princeton. Daarnaast studeerde hij. 
De studies van Nash in de speltheorie leidden tot enkele baanbrekende wetenschappelijke artikelen. Het eerste was Equilibrium Points in N-person Games, gepubliceerd in het bulletin van de National Academy of Sciences USA (1950); de andere twee werden gepubliceerd in de Econometrica, namelijk The Bargaining Problem, (april 1950) en Two-person Cooperative Games (januari 1953). Verder in 1951 "Non-cooperative games", (Annals of mathematics Journal 54, (1951) pp. 286-295)'. Overigens waren de enige economielessen die hij ooit volgde een serie colleges over internationale handel.
Nash heeft ook baanbrekend werk verricht op het gebied van reële algebraïsche meetkunde. In 1952 werd zijn artikel Real algebraic manifolds gepubliceerd in de Annals of Mathematics.
Zijn meest bekende werk in de zuivere wiskunde is de inbeddingstelling van Nash. In deze stelling toont hij aan dat elke Riemann-variëteit isometrisch kan worden gerealiseerd als een deelvariëteit van de Euclidische ruimte. Hij leverde ook bijdragen aan de theorie van de niet-lineaire parabolische partiële differentiaalvergelijkingen en aan de singulariteitstheorie.
Tussen 1945 en 1996 publiceerde Nash in totaal 23 wetenschappelijke artikelen, plus een autobiografisch essay, 'Les Prix Nobel' (De Nobelprijzen), 1994, waarvan de eerste druk in Zweden verscheen.

## Overlijden
In 2015 kwam Nash op 86-jarige leeftijd evenals zijn echtgenote om het leven toen de taxi waarin zij zaten verongelukte als gevolg van een verkeerde inhaalmanoeuvre door de bestuurder. Nash en zijn echtgenote werden hierbij uit de wagen geslingerd, de taxichauffeur liep slechts lichte verwondingen op.

## Verwijzingen in populaire cultuur
In december 2001 kwam een film uit over een aantal episoden uit Nash' leven, onder de titel A Beautiful Mind, geregisseerd door Ron Howard. Nash wordt gespeeld door Russell Crowe. Scenarist Akiva Goldsman baseerde zich hiervoor op de gelijknamige biografie die Sylvia Nasar in 1998 over Nash schreef (in het Nederlands verschenen als Een schitterend brein), maar permitteerde zich een aantal vrijheden ten opzichte van de werkelijkheid. 